# Lindavista, Ostuacán
Lindavista är en ort i Mexiko.   Den ligger i kommunen Ostuacán och delstaten Chiapas, i den sydöstra delen av landet, 600 km öster om huvudstaden Mexico City. Lindavista ligger 58 meter över havet och antalet invånare är 716.
Terrängen runt Lindavista är platt norrut, men söderut är den kuperad. Runt Lindavista är det ganska glesbefolkat, med 25 invånare per kvadratkilometer. Närmaste större samhälle är Ostuacán, 16,8 km öster om Lindavista. Trakten runt Lindavista består till största delen av jordbruksmark.